# Второе Моховое
Второ́е Мохово́е — посёлок в Конаковском районе Тверской области.

## История
Самым старым имеющимся в распоряжении историческим документом, характеризующим годы становления посёлка, в настоящий момент является план разработок торфяного болота 1936 года, созданный ещё до постройки железной дороги.
Торф был нужен для Конаковской фарфоро-фаянсовой фабрики, построенной в царское время и национализированной советской властью 20 июня 1918 года. С 1923 года фабрика носила имя председателя ЦИК М. И. Калинина, а с 1936 года получила название «Конаковский фаянсовый завод».
В посёлке работало почтовое отделение, которое имело печать для писем, на которой было написано «Моховое болото». В пору расцвета в посёлке также располагалась врачебная амбулатория, большой клуб, общественная баня и школа. Школа была деревянной и располагалась в несохранившихся бараках. Двухэтажная школа была построена в 1959—1960 годах. Детей было много, одно время было даже по два параллельных класса.
Название «Второе Моховое» объясняется тем, что сравнительно недалеко располагался посёлок Первое Моховое, в котором также добывался торф. Он был связан узкоколейной железной дорогой со станцией Завидово.
Во времена войны бои велись западнее посёлка в районе урочища Беловка близ деревни Рябинки. На территории лесов располагался тыл. До наших дней сохранились остатки окопов и военных построек, в особенности тех, что расположены поодаль от посёлка. В военные и послевоенные годы в Моховом держали пленных, которые работали в том числе на железной дороге. Было также «немецкое» кладбище, где хоронили умерших пленных. Позже на его месте построили дачи.

## Население
| 2010 |
| ---- |
| 386  |

## Современное состояние
Перед олимпиадой 1980 года в Москве в Конаковский Мох была переселена (за 101-й километр от столицы) цыганская община, которая обосновалась на новом месте, построив дома и увеличив свою численность.
На сегодняшний день посёлок по большей части является дачным, однако вокруг станции имеется старая деревня и коттеджный посёлок, построенный в 1990-е годы, где люди живут круглый год.
В 2009—2019 годах в нескольких километрах от посёлка проводился рок-фестиваль «Нашествие».

## Транспорт
В посёлке находится станция Конаковский мох — одна из станций ответвления Октябрьской железной дороги от основной магистрали (от станции Решетниково до города Конаково). Железнодорожная ветка открылась в 1937 году, а пассажирское движение открыли в 1964 году, примерно в то время закрыли торфопредприятие. Поездка от Решетниково до Конаково в то время занимала около 1 часа 30 минут. Железнодорожная станция называлась «Второе Моховое».

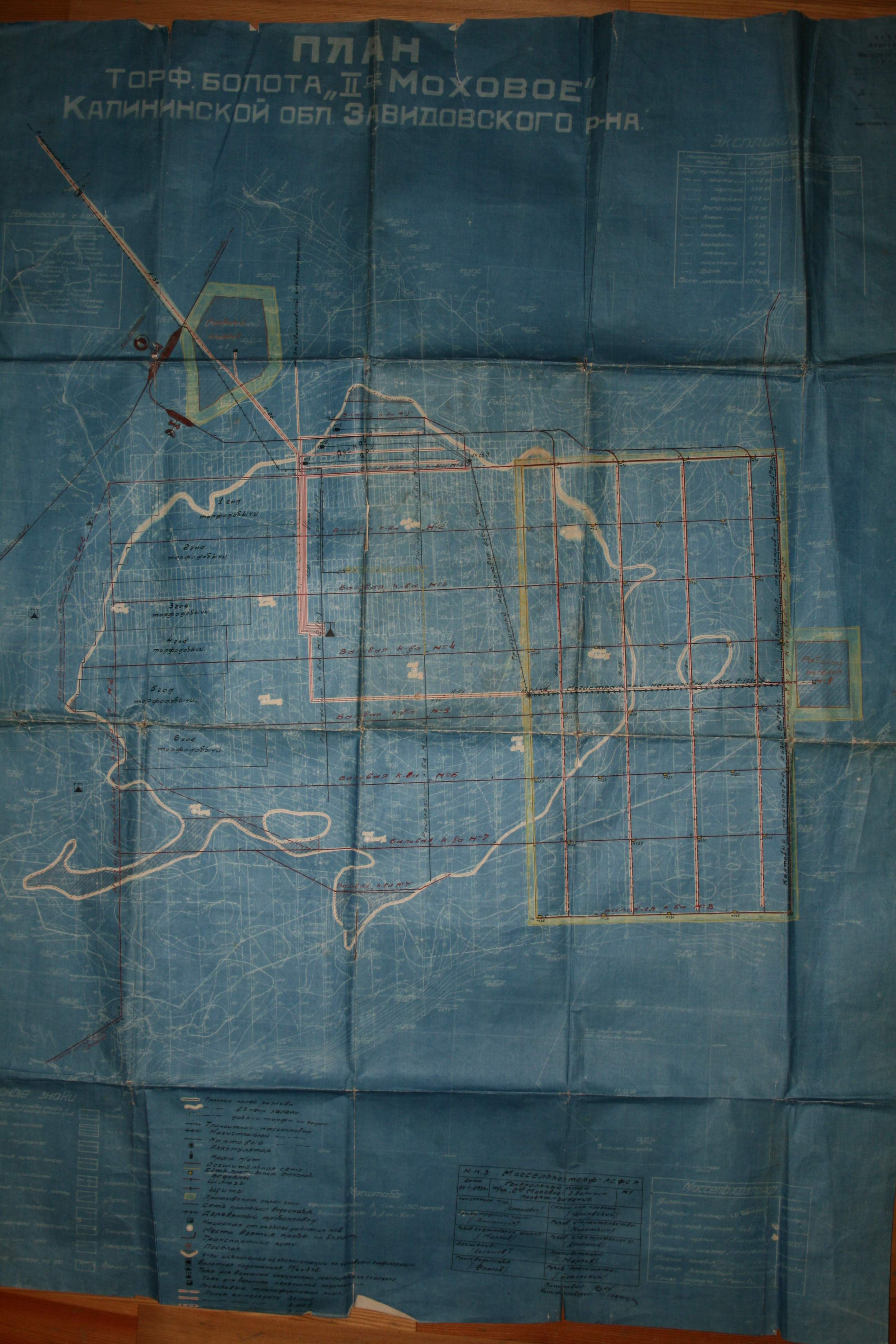
План торфяных разработок
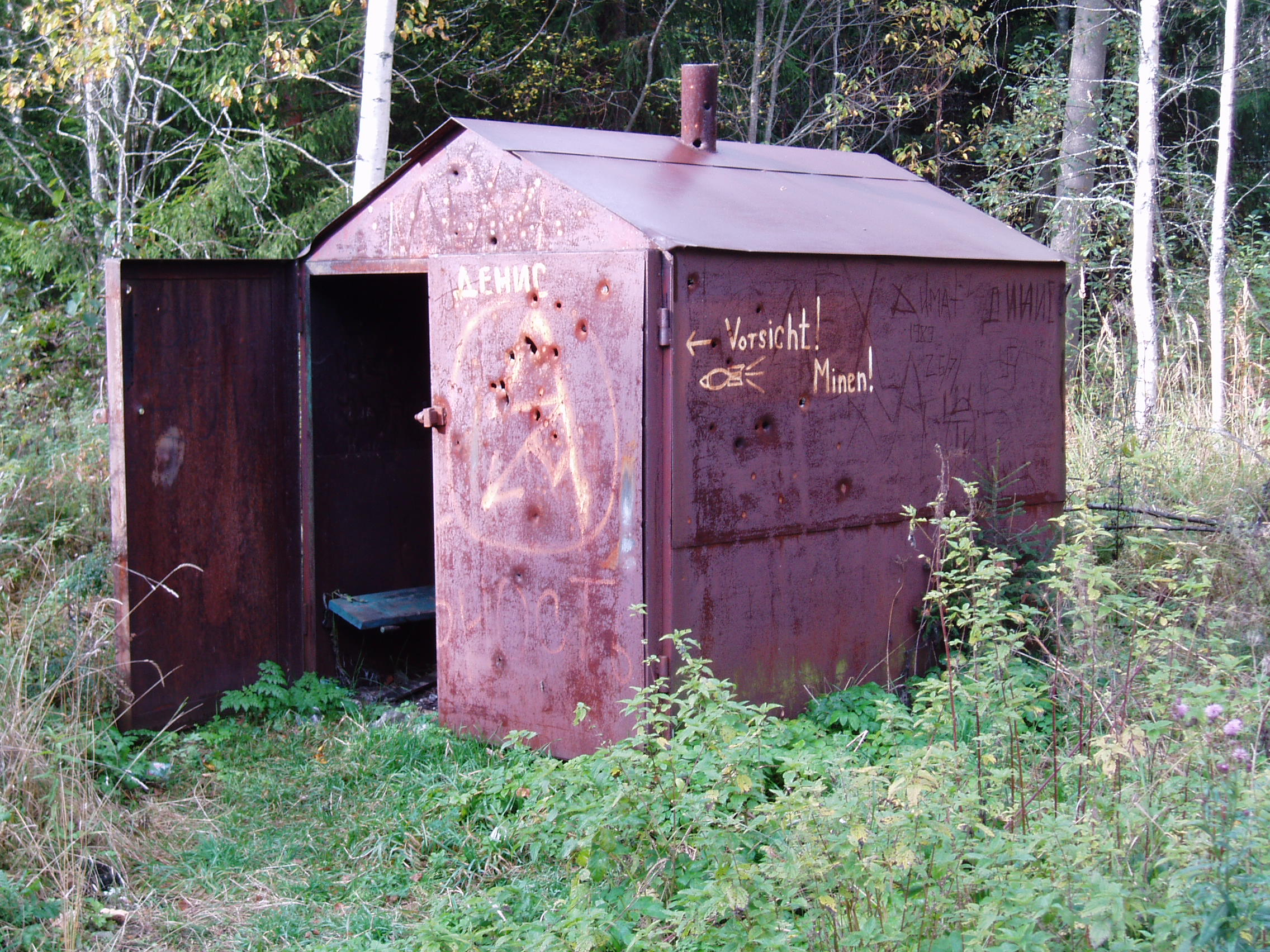
Моховое-2. остатки технических сооружений — типичный пейзаж местности
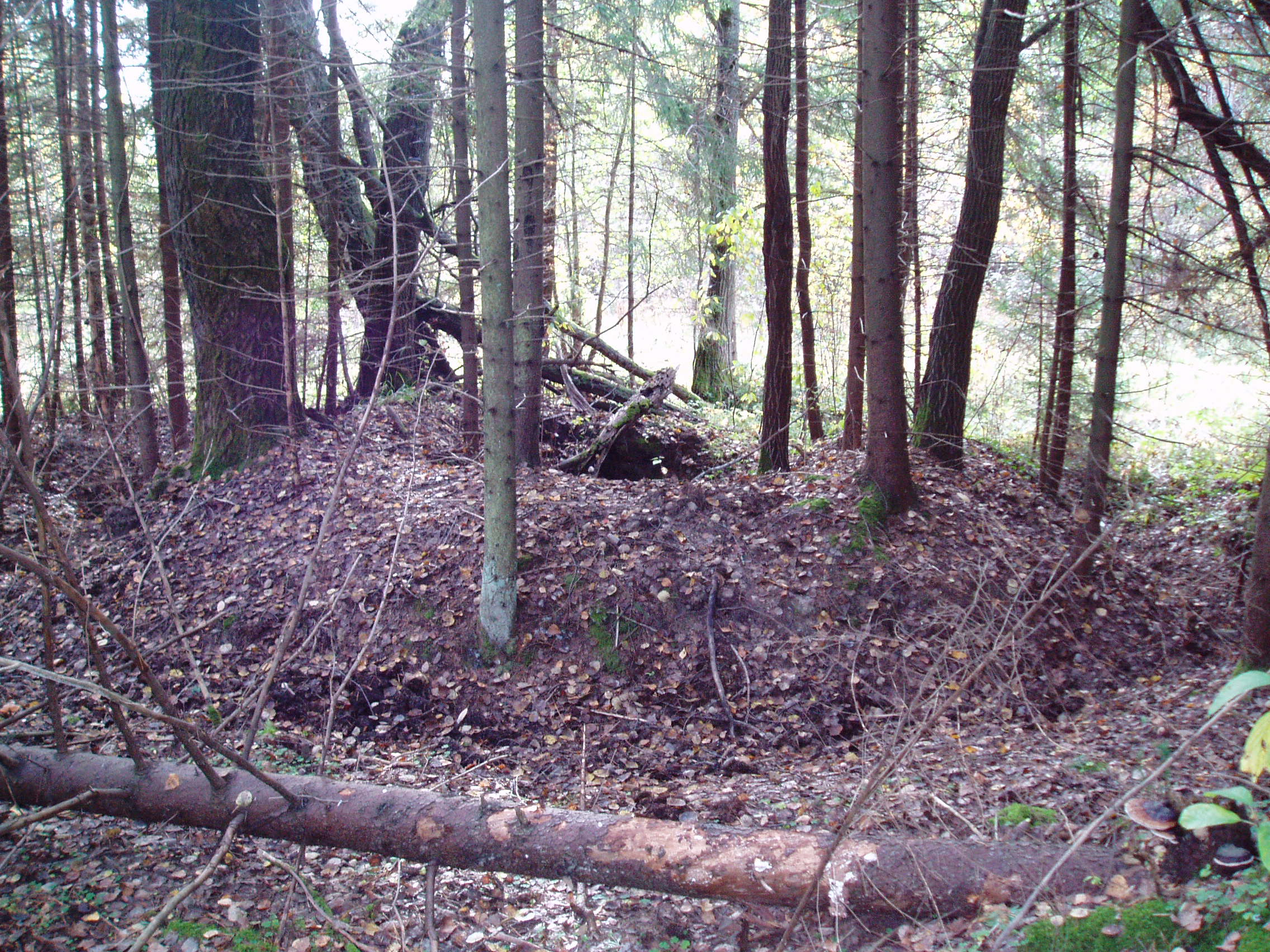
Остатки укреплений второй мировой войны
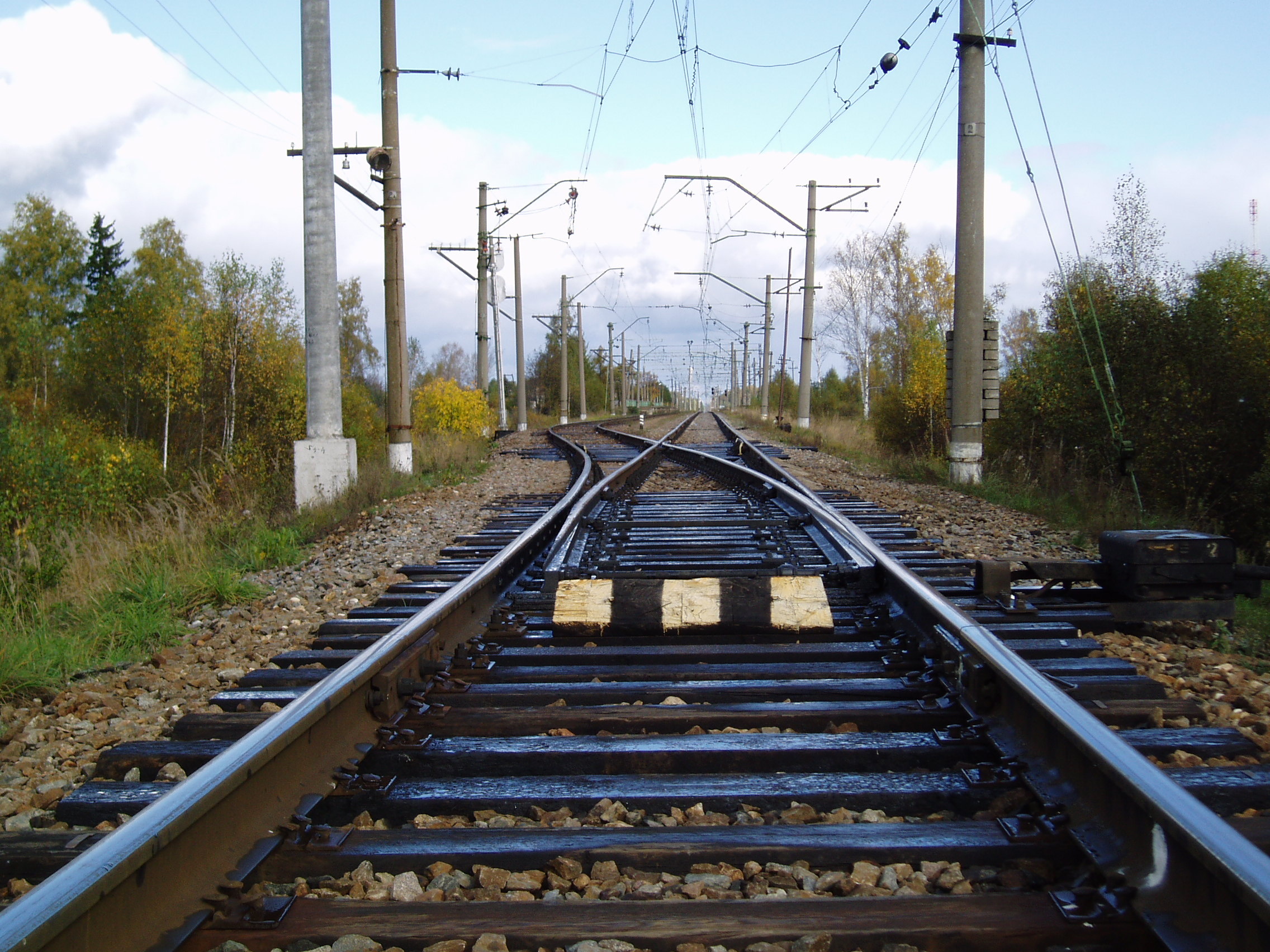
Октябрьская железная дорога, въезд со стороны Решетниково (направление — от Москвы, на Конаково)
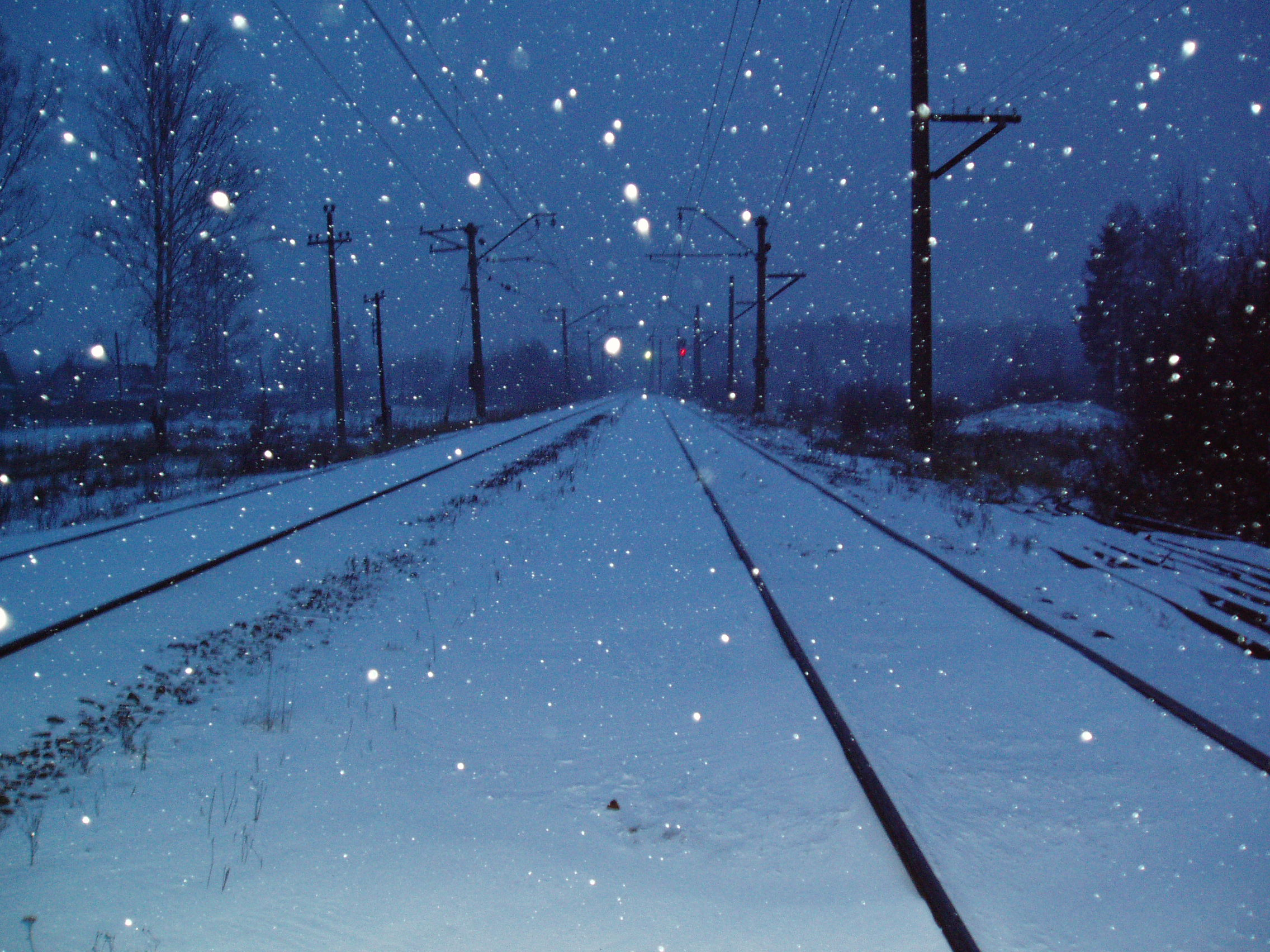
Конаковский мох зимой. Фотография со станции